# Pic Asparuh
Le pic Asparuh (en anglais : Asparuh Peak ; en bulgare : Хан Аспарух (връх)) est un sommet situé sur l'île Livingston, au Nord de l'Antarctique.

## Toponymie
Le sommet a été nommé en l'honneur du khan Asparuh (mort en 701), fondateur en 681 du premier État bulgare.

## Géographie
Le sommet est situé à proximité du mont Bowles (en), du pic Melnik et du nunatak Atanasoff.